# Casa Bru (Teià)
Casa Bru és un edifici de Teià (Maresme), inclòs en l'Inventari del Patrimoni Arquitectònic de Catalunya.

## Història
L'edifici primitiu va ser construït per Fernando de Rebolledo, senyor de Prats del Rei i Les Franqueses del Vallès, carlà de Vall d'Aura i camarlenc de Joan II, que el 1472 el va nomenar senyor de Sant Martí de Teià.
A principis del segle xvii fou adquirida per Francesc Bru i de Granollacs (c. 1580-1643), que el 1612 encarregà a Esteve Pasquet, mestre de cases de Sant Pere de Premià, la construcció de la capella de Sant Francesc de Borja.
Al segle xviii, els Bru enllaçaren per matrimoni amb els Fivaller i al segle xix amb els Martorell, actuals propietaris de la casa. Comptava amb un important arxiu històric privat, l'arxiu Fivaller, que l'any 2019 fou cedit a l'Arxiu Nacional de Catalunya.

## Descripció
Edifici format fonamentalment per un cos de planta quadrada, cobert a quatre vessants, amb una torre també de planta quadrada col·locada a l'extrem dret de la façana i coronada per merlets. Consta de planta baixa i dos pisos, encara que la seva distribució interna és de tres cossos perpendiculars a la façana principal, amb un cos transversal a la part posterior, antigament destinat a celler. Destaquen les proporcions del cos central de l'entrada de la casa, amb l'escala al fons i les grans arcades adovellades en pedra, tant de l'antiga cuina com de l'antic celler. La part més primitiva de la casa correspon a la torre de l'angle SE, que en part data del segle x.
A la façana destaca el portal d'arc de mig punt adovellat, un matacà a les golfes i l'escut dels marquesos de la Lapilla. Les finestres són totes estructurades amb llindes i brancals de carreus de pedra.
També formen part del conjunt una capella annexa i els elements revival de la part posterior.

### Finestra
D'estil goticista, formada per una llinda monolítica treballada amb traceria, obra del segle xvi. Els extrems de les petites arcuacions mostren quatre caps humans esculpits. Els brancals també són de pedra tallada i, a l'altura de les impostes, mostren uns rostres i uns elements vegetals esculpits. Els brancals són de factura recent i corresponen a un estil revival neogòtic.

### Nova construcció
Adossat al sector lateral esquerre i posterior de l'antiga casa Bru hi ha una construcció posterior d'estructura irregular, que en alguns casos recobreix exteriorment antigues estructures i en d'altres crea espais actualment inútils, com ara un pati d'armes que no s'utilitza.
S'ha intentat reconstruir d'una manera un tant kitsch la típica estructura d'un castell medieval coronat amb merlets de pedra picada i de secció quadrangular. En aquest sector nou de l'edifici s'han instal·lat diverses finestres gòtiques extretes d'antics edificis. Va ser edificada vers 1960.

### Capella
Edifici religiós situat al costat dret de la torre, a l'angle de Llevant. És una petita capella coronada amb una espadanya per a la campana i dues petites torretes cobertes amb una teulada de quatre vessants, una a cada banda de la teulada. La façana està formada per una petita rosassa amb vitralls emplomats (nous) i el portal gòtic amb motllures a la llinda i els brancals. A banda i banda de la porta hi ha dues finestres rectangulars a mitjana alçada. Realitzada en pedra. Hi ha una imatge de Sant Andreu, provinent de la Torre Tavernera.